# Panegyrici Latini
Panegyrici Latini är en samling av tolv lovtal (grekiska panegyrikoi logoi) av fornromerska författare som Plinius den yngre, Nazarius, Claudius Mamertinus, Claudius Mamertinus samt anonyma, däribland säkerligen Eumenius.
Panegyrici Latini upptäcktes 1433 av Giovanni Aurispa i en handskrift i Mainz. Samlingen har bland annat getts ut av Wilhelm Baehrens 1911.